# Manuela Kustermann

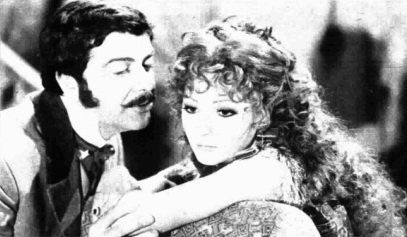
Luciano Melani e Manuela Kustermann (1975)

Manuela Kustermann (Roma, 9 marzo 1946) è un'attrice italiana.

## Biografia
Nata a Roma, nel 1963 debutta nella parte di Ofelia in Amleto di Carmelo Bene. Attiva fin da giovanissima nel teatro d'avanguardia e nella ricerca teatrale italiana, spesso in sodalizio con Giancarlo Nanni (con il quale fonderà "La fabbrica dell'attore"), partecipa al circolo "La Fede" di via Portuense 78 (1968) con la compagnia "Gruppo Space Re(v)action".
Fa quindi parte a pieno titolo di quella "scuola romana" del teatro d'avanguardia che include, oltre a Giancarlo Nanni, Giuliano Vasilicò, Memè Perlini, Pippo Di Marca, Valentino Orfeo e Gian Carlo Riccardi. Per questo nel 1991 ha ricevuto la Maschera con lauro d'oro dall'Istituto del Dramma Italiano.
Dal 1989 ha aperto con la compagnia "La Fabbrica dell'Attore", ristrutturando un vecchio cinema, il "Teatro Vascello" di Roma, punto poi di riferimento cittadino per il teatro contemporaneo e di ricerca, riconosciuto dal 2000 come "Teatro stabile d'innovazione". Dopo la morte di Giancarlo Nanni nel 2010 – suo compagno nella vita – ne resta la sola direttrice.
Altri registi con cui ha lavorato includono: Arnoldo Foà, Orazio Costa, Mario Missiroli, Roberto Guicciardini, Virgilio Sieni, Annalisa Bianco, Bruno Venturi, Francesco Tavassi. È anche regista dal 2001.

## Filmografia parziale

### Cinema
- Granada, addio!, regia di Marino Girolami (1967)
- Il delitto Matteotti, regia di Florestano Vancini (1973)
- Cardiofitness, regia di Fabio Tagliavia (2007)

### Televisione
- La donna di quadri – miniserie TV, 1 episodio (1968)
- La Castiglione – miniserie TV, 2 episodi (1975)
- Metamorfosi veneziane, regia di Giancarlo Nanni – film TV (1984)
- I ragazzi del muretto – serie TV, 4 episodi (1996)

## Teatro
- Amleto (1963)
- Faust (1964)
- Il bando per Virulantia (1966)
- Escurial prova la scuola dei buffoni (1968)
- Marcel Duchamp (1968)
- L'imperatore della Cina (1969)
- A come Alice (1970)
- Risveglio di primavera (1972)
- Il diavolo bianco (1973)
- Ondine (1973)
- La principessa Brambilla (1974)
- Cimbelino (1977)
- I masnadieri (1977)
- Franziska  (1978)
- Les bonnes (1980)
- Casa di bambola (1980)
- Regina Kristina (1982)
- Febbre  (1986)
- Vinzenz e l'amica degli uomini importanti (1991)
- Hedda Gabler (1993)
- Come vi piace (1994)
- L'amore mio non può (2008)
- Dionysus il dio nato due volte, di Daniele Salvo, regia di Manuela Kustermann, Roma, Teatro Vascello, 4 marzo 2016.
- Dopo la prova (2018)
- Riccardo III, di William Shakespeare, regia di Kriszta Székely (2023)
- Antigone, di Jean Anouilh, regia di Roberto Latini (2025)